# Кінець Фатті
Кінець Фатті (англ. Fatty's Finish) — американська короткометражна кінокомедія Роско Арбакла 1914 року.

## У ролях
- Роско «Товстун» Арбакл — Фатті
- Філліс Аллен — дружина Фатті
- Вільям Гаубер — офіціант
- Чарльз Ейвері
- Чарльз Беннетт
- Еліс Гауелл
- Гроувер Лігон
- Генк Манн
- Г. МакКой
- Аль Ст. Джон